# Carlos Santa
Carlos Johelín Santa Ramírez (Azua de Compostela, 7 januari 1978) is een Dominicaanse atleet, die is gespecialiseerd in de sprint. Zijn grootste prestaties leverde hij individueel op de 400 m en als estafetteloper op de 4 x 400 m estafette. Carlos Santa nam driemaal deel aan de Olympische Spelen, maar behaalde geen medailles.

## Biografie
In 2002 behaalde Santa zijn eerste internationale succes bij de senioren door bij de Ibero-Amerikaanse kampioenschappen de 400 m op zijn naam te schrijven. Dat jaar won hij ook de 400 m op Centraal-Amerikaanse Spelen in San Salvador in 45,83 s. Op de Olympische Spelen van 2004 in Athene werd hij in de halve finale op de 400 m uitgeschakeld in een tijd van 45,58. Vier jaar eerder moest werd hij al uitgeschakeld in de voorrondes met 45,43.
Het jaar 2006 begon Carlos Santa met een plek in de halve finale op de 400 m bij de wereldkampioenschappen indooratletiek 2006 in Moskou. Op de IAAF wereldbeker atletiek 2006 werd hij met zijn teamgenoten Chris Brown, Michael Blackwood en Alleyne Francique tweede. Met een tijd van 3.00,14 eindigden ze achter de Amerikaanse estafetteploeg (goud; 3.00,14) en voor het Afrikaanse estafetteploeg (brons; 3.00,88). In 2007 werd hij op deze discipline met het Dominicaanse team zevende bij de wereldkampioenschappen atletiek in Osaka in 3.03,56.
In 2008 won Santa met zijn teamgenoten Arismendy Peguero, Pedro Mejia en Yoel Tapia op het WK indoor in het Spaanse Valencia
een bronzen medaille op de 4 x 400 m estafette. Met een nieuw nationaal record van 3.07,77 eindigden ze achter de estafetteploegen uit Amerika (goud; 3.06,79) en Jamaica (zilver; 3.07,69).

## Titels
- Ibero-Amerikaans kampioen 400 m - 2002, 2004
- Centraal-Amerikaans kampioen 400 m - 2002

## Persoonlijke records
Outdoor
| Onderdeel | Prestatie | Datum           | Plaats |
| --------- | --------- | --------------- | ------ |
| 200 m     | 20,70 s   | 5 juli 2006     | Gandía |
| 400 m     | 45,05 s   | 7 augustus 2004 | Huelva |

Indoor
| Onderdeel | Prestatie | Datum            | Plaats   |
| --------- | --------- | ---------------- | -------- |
| 200 m     | 21,35 s   | 12 januari 2008  | Valencia |
| 400 m     | 45,96 s   | 24 februari 2005 | Madrid   |

## Palmares

### 400 m
- 1996:  Centraal-Amerikaanse en Caraïbische kamp. U20 - 47,19 s
- 1997:  Pan-Amerikaanse kamp. - 46,59 s
- 1999: 6e in serie WK indoor - 47,56 s
- 1999: serie Pan-Amerikaanse Spelen - 46,26 s
- 1999: 8e in serie WK - 46,80 s
- 2000: 6e in serie OS - 46,40 s
- 2001: serie Centraal-Amerikaanse en Caraïbische kamp. - 48,21 s
- 2002:  Ibero-Amerikaanse kamp. - 45,69 s
- 2002:  Centraal-Amerikaanse Spelen - 45,83 s
- 2003: 6e Pan-Amerikaanse Spelen - 45,85 s
- 2003: 5e in ½ fin. WK - 45,43 s
- 2004: 4e in ½ fin. OS - 45,58 s
- 2004:  Ibero-Amerikaanse kamp. - 45,05 s
- 2005: 4e in ½ fin. WK - 46,07 s
- 2005: 6e Wereldatletiekfinale- 45,06 s
- 2006: 5e in ½ fin. WK indoor - 47,11 s
- 2007: ½ fin. Pan-Amerikaanse Spelen - 46,45 s
- 2007: 6e in serie WK - 45,99 s
- 2008: 5e in serie WK indoor - 48,10 s

### 4 x 100 m estafette
- 1996: 4e Centraal-Amerikaanse en Caraïbische kamp. U20 - 41,57 s

### 4 x 400 m estafette
- 1996:  Centraal-Amerikaanse en Caraïbische kamp. U20 - 3.13,99 s
- 1999: 6e Pan-Amerikaanse Spelen - 3.05,19
- 2002:  Centraal-Amerikaanse Spelen - 3.04,15
- 2003:  Pan-Amerikaanse Spelen - 3.02,02
- 2003: DSQ WK
- 2006: 5e WK indoor - 3.08,47
- 2006:  Wereldbeker - 3.00,14
- 2007:  Pan-Amerikaanse Spelen - 3.02,48
- 2007: 7e WK - 3.07,77
- 2008:  WK indoor - 3.07,77 (nat. rec.)